# 九越フェリー
九越フェリー株式会社（きゅうえつふぇりー 英：Kyuetsu Ferry Co., Ltd.）は、かつて日本に存在した海運会社。

## 概要
1991年に東日本フェリーと同社の「はあきゆり」他3隻を共同保有する長崎県のハヤシマリンカンパニーとの合弁で、直江津港〜博多港間の長距離フェリー航路の運航会社として設立。社名は九州・上越から一字ずつ選り抜いた。実務面は東日本フェリーが担当し、船体のカラーリングや発券業務などは東日本フェリーと同一であった。
気象・海象の厳しさからフェリー航路が存在しなかった山陰沖を経由した本州〜九州間について岩内・室蘭〜直江津航路の欠航の少ない安定性を鑑みて就航が可能と判断し、ハヤシマリンの強い後押しと東日本フェリーの運航ノウハウや集客集荷力の結果から計画が具体化し、1994年頃の就航を目論んだもののバブル崩壊に伴う景気後退を受け2年間延期された。当初は博多港に寄港する韓国航路の貨物や、ハヤシマリンカンパニーが出資していた上海長崎フェリーとの連絡による中国本土方面からの輸入貨物の受け入れが計画されていた。
1996年4月に就航し、当初から週3便運航による使い勝手の悪さや貨物需要の少なさや不況の影響で北海道方面からの乗り継ぎ荷物を中心として利用率が平均15〜20%程度と伸び悩み、秋冬の繁忙期でも利用は40〜50%程度にとどまり1997年3月の第2船投入による増便でデイリー運航となった後も目立った貨物の増加が見られず経営不振が続いた。
また直江津港にて九越フェリーの船と東日本フェリーの船の間での載せ替え作業が荷主から敬遠されたこともあり、1998年には親会社の東日本フェリー直江津〜室蘭航路に乗り入れる形で博多〜直江津〜室蘭直通での週3便運航へと移行、北海道-九州間の直行貨物の増加もあり輸送量減少が15%にとどまり1便あたりの消席率が60%増加するといった改善が見られた。また船舶についても2000年には簡素化した新造船に代替する計画とし、2001年に「ニューれいんぼうらぶ」型が就航し旧船の早期売却で経営改善を実現する計画としていた。
2003年には親会社の東日本フェリーとともに会社更生法を申請、グループ倒産の一因として「れいんぼうべる」型の導入費用や、同船の売却が早期に成立しなかった点が挙げられた。その後2005年8月に再建スポンサーのリベラに合併され法人格が消滅。
その後は東日本フェリーブランドで室蘭〜直江津〜博多航路を存続したが、大洗〜苫小牧航路合理化による船舶改造目的として2006年12月をもって運休。就航船「ニューれいんぼうべる」「ニューれいんぼうらぶ」は商船三井フェリーの「さんふらわあ みと」「さんふらわあ つくば」と交換し商船三井フェリー苫小牧 - 大洗航路へ配船され、2007年1月には室蘭〜直江津〜博多航路を含む休止中の8航路の廃止を北海道運輸局に申請し金沢港への寄港を含めた再編を行った上での同年春季の再開を検討していたが、7月に無期延期を発表し実質的に再開を断念している。

## 沿革
- 1991年9月21日：会社設立[3][24]。資本金4億円、東日本フェリーが6割・ハヤシマリンカンパニーが4割を出資[6]。
- 1994年12月：直江津〜博多航路の開設を九州運輸局に申請[25]。
- 1995年4月19日：直江津〜博多航路の開設認可[26][8]。
- 1996年
  - 4月：新造船就航を控え資本金を8億円に増資[3]。
  - 4月9日：第一船「れいんぼうべる」就航、週3便体制で運航[9]。
- 1997年3月17日：第二船「れいんぼうらぶ」就航、日曜を除く週6便体制で運航[27]。
- 1998年
  - 9月1日：当初の需要見込みを下回ったため「れいんぼうべる」「れいんぼうらぶ」を東日本フェリー室蘭〜直江津航路に乗り入れ、室蘭〜直江津〜博多の一貫輸送を週3便体制で開始[13][28]。
- 1999年9月22日：本社を福岡市博多区博多駅前から東区箱崎ふ頭の自社ターミナルビルに移転[29][30]。
- 2001年
  - 7月9日：「れいんぼうらぶ」後継船「ニューれいんぼうらぶ」就航。
  - 8月5日：本社と博多港の発着地を箱崎ふ頭から中央ふ頭（現・中央ふ頭クルーズセンター）に移転[31]。その後箱崎埠頭ターミナルビルと敷地は2003年よりスバル福岡納整センターとして使用。
  - 10月5日：「れいんぼうべる」後継船「ニューれいんぼうべる」就航。
- 2003年6月30日：会社更生法申請[17]、負債額約194億円[32]。
- 2005年
  - 7月15日：北海道運輸局がリベラによる東日本フェリーと合わせた2社の合併申請を認可[4]。
  - 8月1日：リベラに吸収合併され法人格消滅[19]。

## 航路
- 直江津港（東埠頭[33]） - 博多港（当初は箱崎埠頭[33]、2001年8月より中央埠頭[31]）
  - 航路距離901km、週3便運航、所要時間20時間30分[33]。1997年3月から1998年8月には週6便運航としていた[27][13]。

## 船舶

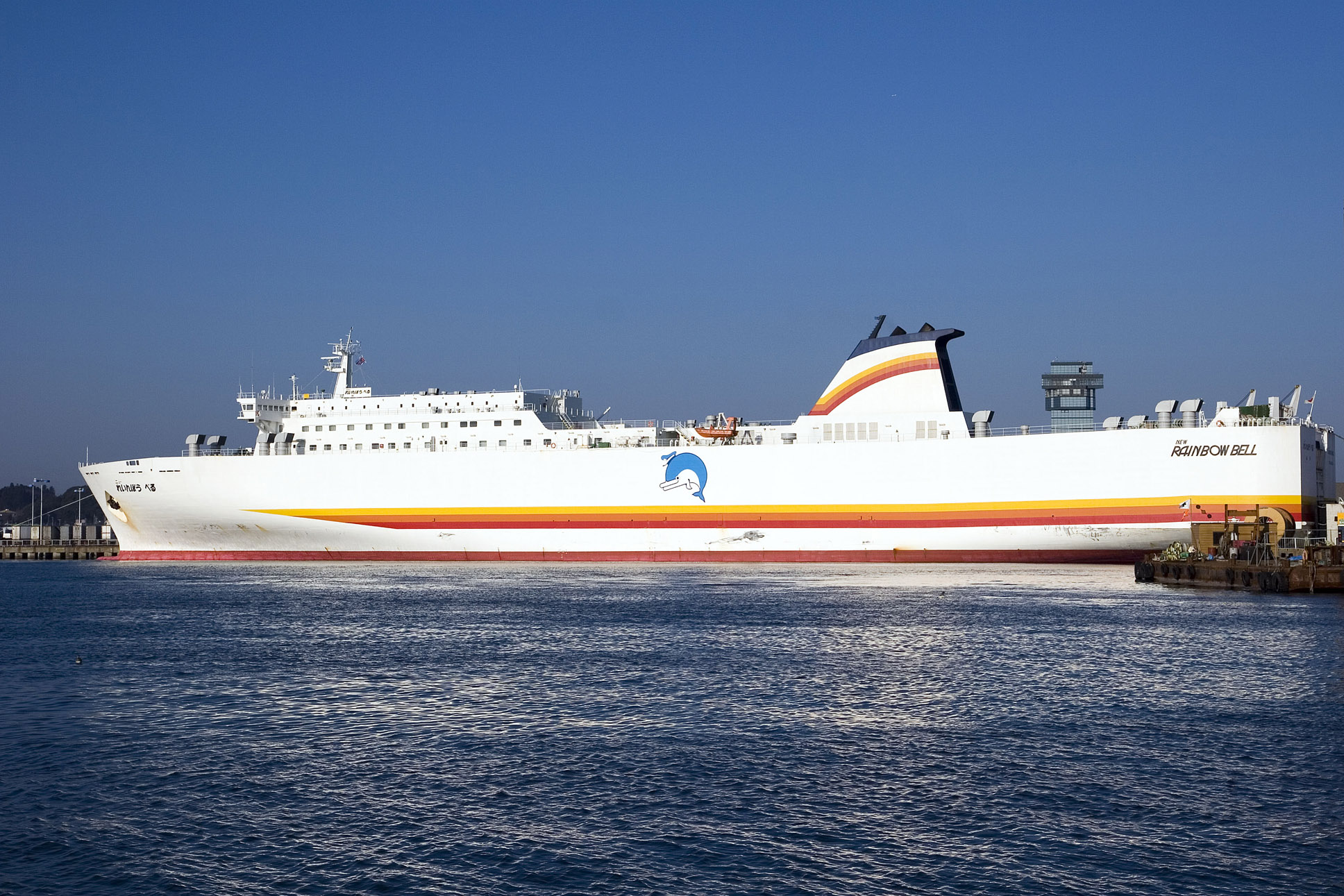
ニューれいんぼうべる（2007年2月・大洗港、商船三井フェリー移管後）

塗装は白地に東日本フェリーと同じ上から黄色・オレンジ・赤のラインを胴体下部に水平に引き、ファンネルマークは白地に胴体と同様の3色のラインを上部へアーチ状にあしらったものとした。
- れいんぼうべる

13,597総トン、全長195.9m、幅27m、航海速力24.9ノット。
旅客定員350名、車両積載数トラック180台・乗用車100台。三菱重工業下関造船所建造。
1996年4月就航。2001年引退、2004年に宮崎カーフェリーに売却され「フェリーひむか」に改称。2006年に同社の貝塚 - 宮崎航路の廃止にともない売却され「FERRY HIMUKA」に改名。係船後、ギリシャ（HellenicSeaways社）へ売却。姉妹船「れいんぼうらぶ」とともに映画「白い船」のモデルとなったほか、宮崎カーフェリー時代は映画「LIMIT OF LOVE 海猿」の撮影にも使われるなど、映画と縁の深い船であった。
- れいんぼうらぶ

13,621総トン。全長196m、航海速力24ノット。
旅客定員450名、車両積載数：トラック180台、乗用車100台。
1997年3月就航。映画「白い船」のモデルとなり、映画には主に本船が登場した。2001年引退、その後韓国の威東航運「New Golden Briage V（新金橋V）」と名前を変え、仁川 - 青島航路に就航している。
- ニューれいんぼうらぶ

2001年6月竣工。11,410総トン。全長190m、幅26.4m、出力39,600馬力、航海速力24.9ノット。
旅客定員154名。車両積載数：トラック180台、乗用車100台。三菱重工業下関造船所建造。
2005年リベラに移管、日本海航路休止後は2007年に商船三井フェリーに売却。
- ニューれいんぼうべる

2001年9月竣工。11,401総トン。全長190m、幅26.4m、出力39,600馬力、航海速力24.9ノット。
旅客定員154名。車両積載数：トラック180台、乗用車100台。三菱重工業下関造船所建造。
2005年リベラに移管、日本海航路休止後は2007年に商船三井フェリーに売却。
他社就航後の状況

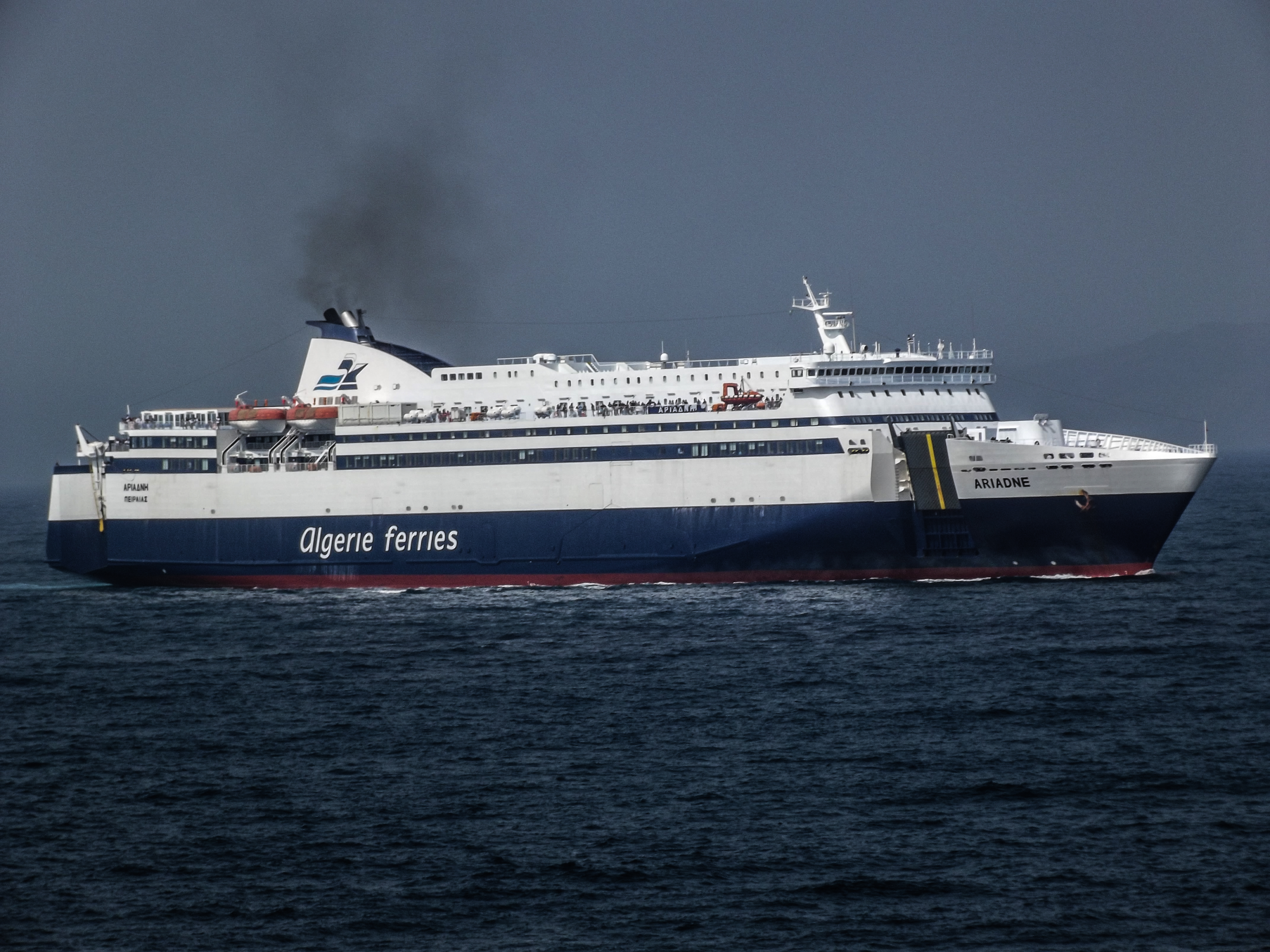
旧・れいんぼうべる（現・ARIADNE）
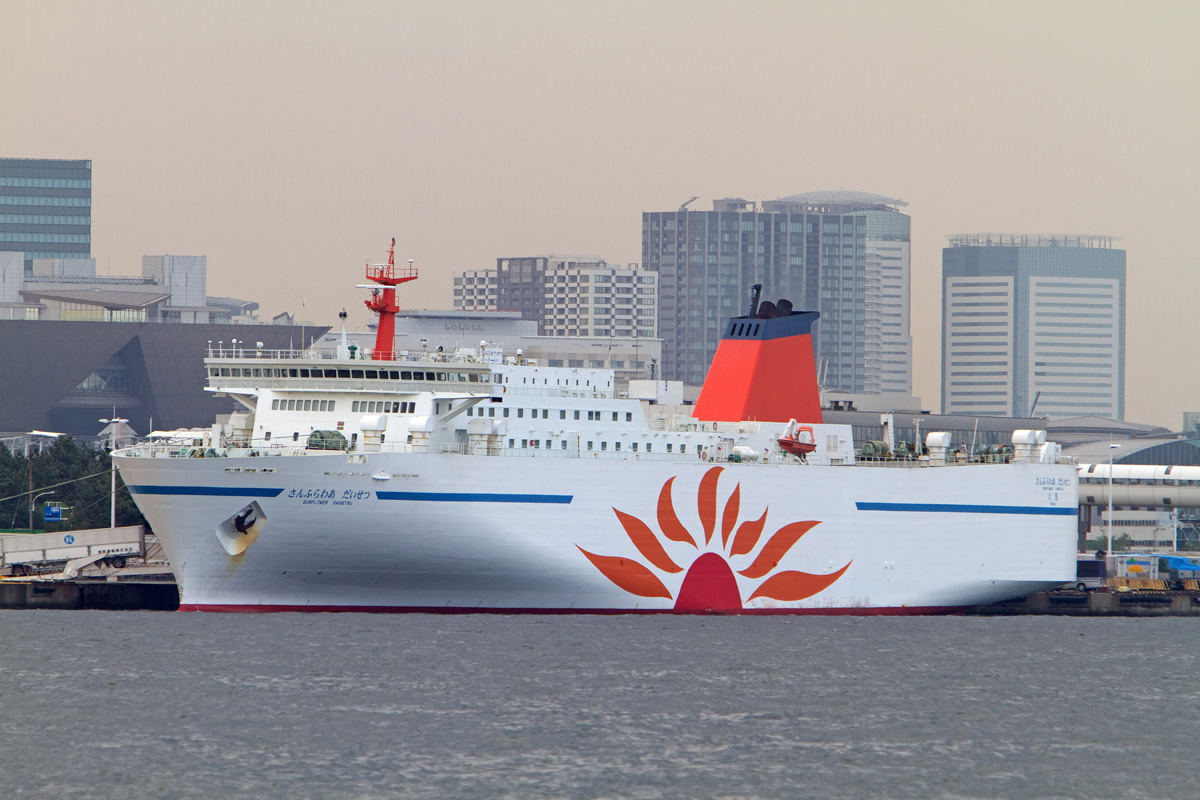
旧・ニューれいんぼうらぶ（現・さんふらわあ だいせつ）